# Подберезново (Вологодская область)
Подберезново — деревня в Междуреченском районе Вологодской области.
Входит в состав Сухонского сельского поселения, с точки зрения административно-территориального деления — в Сухонский сельсовет.
Расстояние до районного центра Шуйского по автодороге — 11 км. Ближайшие населённые пункты — Петрищево, Поповское, Парфенка, Копылово, Пионерский.
По переписи 2002 года население — 1 человек.